# 瓦西里苏尔斯克
瓦西里苏尔斯克（羅馬化：Vasilʹsursk）是俄罗斯下诺夫哥罗德州的市级镇，属沃罗特涅茨区，地处下诺夫哥罗德州东部边境，位于苏拉河汇入伏尔加河处，在区行政中心沃罗特涅茨东北、州府下诺夫哥罗德东偏南方，靠近下诺夫哥罗德州与马里埃尔共和国的边界。
该地2021年人口有951人；2010年人口1,068；2002年人口1,329；1989年人口1,871。